# 정핑쥔
정핑쥔(중국어 정체자: 鄭平君, 병음: Zhèng Píngjūn, 한자음: 정평군, 1955년 9월 19일 ~ )은 대만의 배우이다.

## 방송
- 무죄추정